# Jan Bořil
Jan Bořil (Nymburk, 1991. január 11. –) cseh válogatott labdarúgó, az SK Slavia Praha játékosa.

## Pályafutása

### A válogatottban
2017. szeptember 1-én debütált az A válogatottban a  Németország elleni világbajnoki selejtezőn.

## Statisztika
| Klub                      | Szezon           | Bajnokság            | Bajnokság | Bajnokság | Kupa  | Kupa  | Nemzetközi | Nemzetközi | Egyéb | Egyéb | Összes | Összes |
| Klub                      | Szezon           | Liga                 | Mérk.     | Gólok     | Mérk. | Gólok | Mérk.      | Gólok      | Mérk. | Gólok | Mérk.  | Gólok  |
| ------------------------- | ---------------- | -------------------- | --------- | --------- | ----- | ----- | ---------- | ---------- | ----- | ----- | ------ | ------ |
| Mladá Boleslav            | 2009–10          | Fortuna liga         | 11        | 0         | 0     | 0     | —          | —          | —     | —     | 11     | 0      |
| Mladá Boleslav            | 2011–12          | Fortuna liga         | 3         | 0         | 0     | 0     | —          | —          | —     | —     | 3      | 0      |
| Mladá Boleslav            | 2012–13          | Fortuna liga         | 29        | 0         | 0     | 0     | 4          | 0          | —     | —     | 33     | 0      |
| Mladá Boleslav            | 2013–14          | Fortuna liga         | 25        | 0         | 2     | 0     | —          | —          | —     | —     | 27     | 0      |
| Mladá Boleslav            | 2014–15          | Fortuna liga         | 28        | 1         | 6     | 0     | 4          | 0          | —     | —     | 38     | 1      |
| Mladá Boleslav            | 2015–16          | Fortuna liga         | 26        | 0         | 3     | 0     | 1          | 0          | —     | —     | 30     | 0      |
| Mladá Boleslav            | Összesen         | Összesen             | 111       | 1         | 11    | 0     | 9          | 0          | —     | —     | 131    | 1      |
| Viktoria Žižkov (kölcsön) | 2010–11          | Fortuna národní liga | 28        | 3         | 0     | 0     | —          | —          | —     | —     | 28     | 3      |
| Viktoria Žižkov (kölcsön) | 2011–12          | Fortuna liga         | 11        | 0         | 0     | 0     | —          | —          | —     | —     | 11     | 0      |
| Viktoria Žižkov (kölcsön) | Összesen         | Összesen             | 39        | 3         | 0     | 0     | —          | —          | —     | —     | 39     | 3      |
| Slavia Praha              | 2015–16          | Fortuna liga         | 11        | 0         | 0     | 0     | —          | —          | —     | —     | 11     | 0      |
| Slavia Praha              | 2016–17          | Fortuna liga         | 24        | 1         | 3     | 1     | 5          | 0          | —     | —     | 32     | 2      |
| Slavia Praha              | 2017–18          | Fortuna liga         | 26        | 0         | 4     | 0     | 7          | 0          | —     | —     | 37     | 0      |
| Slavia Praha              | 2018–19          | Fortuna liga         | 29        | 2         | 3     | 0     | 13         | 0          | —     | —     | 45     | 2      |
| Slavia Praha              | 2019–20          | Fortuna liga         | 5         | 0         | 0     | 0     | 1          | 0          | 1     | 0     | 7      | 0      |
| Slavia Praha              | Összesen         | Összesen             | 95        | 3         | 10    | 1     | 26         | 0          | 1     | 0     | 127    | 4      |
| Karrier Összesen          | Karrier Összesen | Karrier Összesen     | 245       | 7         | 21    | 1     | 0          | 0          | 36    | 0     | 297    | 8      |